# 埃迪維爾 (內布拉斯加州)
埃迪維爾（英語：Eddyville）是位於美國內布拉斯加州道生縣的村。

## 人口
根據2020年美國人口普查的數據，埃迪維爾的面積為0.71平方千米，皆為陸地。當地共有人口88人，而人口密度為每平方千米124人。